# Рожки (Житомирская область)
Ро́жки (укр. Ріжки) — село в Житомирском районе Житомирской области Украины.
Код КОАТУУ — 1822085303. Население по переписи 2001 года составляет 164 человека. Почтовый индекс — 12463. Телефонный код — 412. Занимает площадь 0,607 км².
До 2010 года называлось Ружки. Переименовано решением Житомирского областного совета от 18 марта 2010 года № 1062 «О внесении изменений в административно-территориальное устройство Житомирской области». Верховной радой уточнение пока не утверждено.

## Адрес местного совета
12463, Житомирская область, Житомирский р-н, с. Озерянка, ул. Пушкина, 3; тел. 49-77-41.